# Bud Shank
Clifford Everett "Bud" Shank (født 27. maj 1926 i Ohio, død 2. april 2009 i Arizona) var en amerikansk saxofonist og fløjtenist.
Shank kom frem i Stan Kentons big band sidst i 1940'erne. Han var ved siden af jazzen tidligt interesseret i verdensmusik og latinmusik.
Shank arbejdede i begyndelsen af 1960'erne sammen med Ravi Shankar i en gruppe, hvor de blandede jazz med indisk musik.
Shank har siden spillet med bl.a. Shelly Manne, Maynard Ferguson, Bob Brookmeyer, Laurindo Almeida og medvirkede på The Mamas & the Papas California Dreamin.
Shank har også lavet en snes plader i eget navn.